# Bodåker en Norrbo
Bodåker en Norrbo (Zweeds: Bodåker och Norrbo) is een småort in de gemeente Bollnäs in het landschap Hälsingland en de provincie Gävleborgs län in Zweden. Het småort heeft 68 inwoners (2005) en een oppervlakte van 17 hectare. Eigenlijk bestaat het småort uit twee plaatsen: Bodåker en Norrbo.